# Lichtenplatz
Das Wuppertaler Wohnquartier Lichtenplatz ist eines von zehn Quartieren des Stadtbezirks Barmen im Stadtteil Unterbarmen. Aufgrund seiner vergleichsweise topografisch hohen Lage wird es in älterer Literatur auch als Hochbarmen bezeichnet.

## Geographie

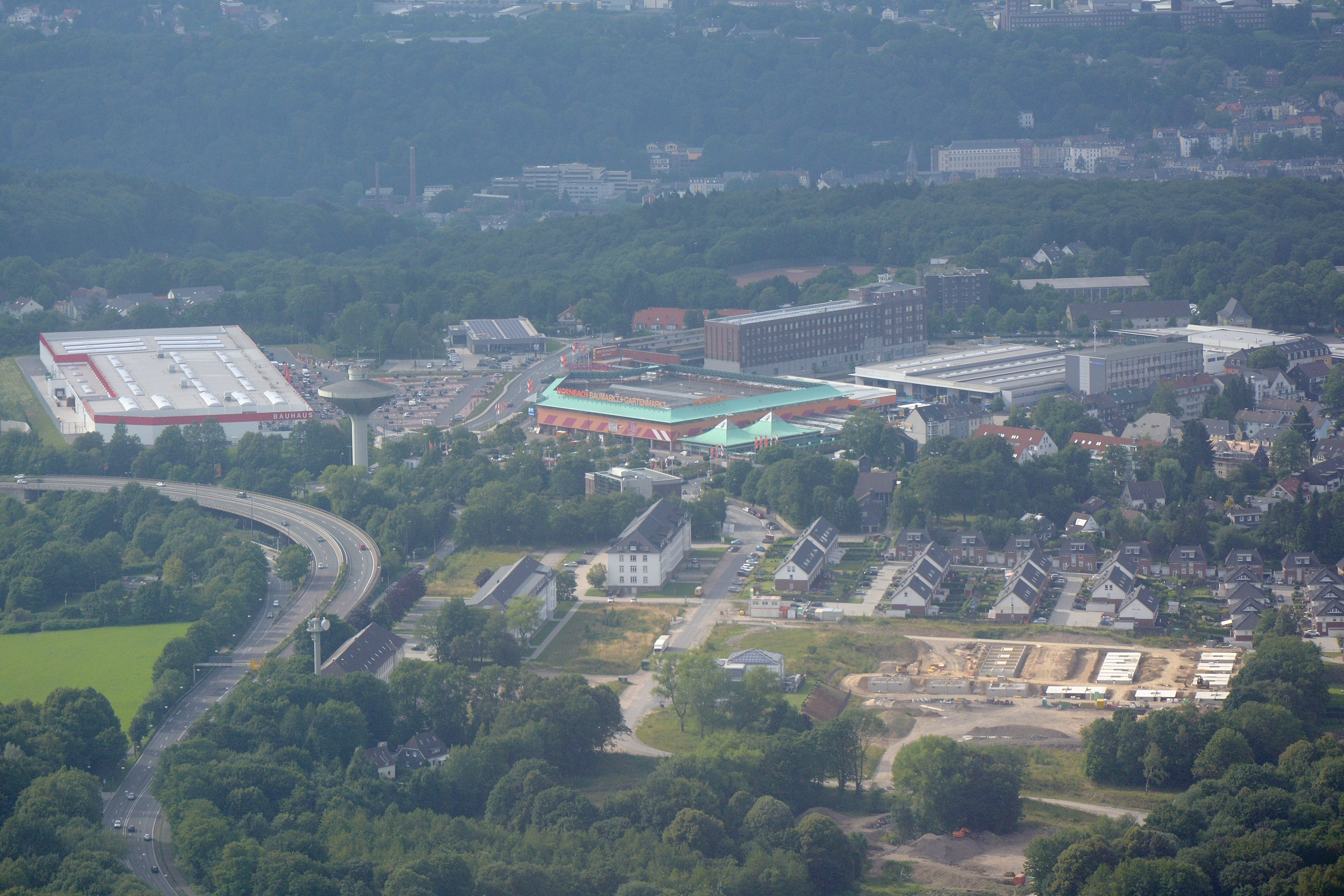
Lichtscheid mit dem Wasserturm, Überflieger der L419, dem ehemaligen Kasernengelände der Colmar-Kaserne, Baumärkte und Werksgebäude von Vorwerk Autotec

Das 3,42 km² große Wohnquartier liegt auf den Wuppertaler Südhöhen und weist mit Lichtscheid den höchsten Punkt der Stadt (350 m über NN) auf. Von den Innenstadtbereichen im Tal ist es durch Teile der Waldgebiete Kothener Busch und Christbusch getrennt. Im Süden und Osten grenzt es am Rand des ehemaligen Standortübungsplatzes Scharpenacken an die Stadtbezirke Ronsdorf und Heckinghausen und im Westen an Elberfeld. Die wichtigsten Fließgewässer sind der Murmelbach, der Auer, der Kothener und der Bendahler Bach.
Die Bebauung ist meist locker und besteht vorwiegend aus Ein- und Zweifamilienhäusern mit einigen wenigen Häuserzeilen mit Mehrfamilienhäusern entlang den Hauptstraßen. Im Bereich des Toelleturms befindet sich ein Villenviertel, an das der Vorwerkpark grenzt. Der Lichtscheider Wasserturm ist das markanteste Bauwerk.
Eine der vier Wuppertaler Kasernen, die ehemalige Colmar-Kaserne, wird seit Juni 2008 zu einem Gewerbepark und einer neuen Wohnsiedlung umgebaut. Im Polizeiausbildungsinstitut ist eine Einsatzhundertschaft der Bereitschaftspolizei stationiert. Zur Infrastruktur zählen eine Grundschule und das ehemalige Freizeitbad Bergische Sonne. Die Hauptverwaltung der Barmer GEK und Vorwerk Autotec sind der größte Arbeitgeber.
In dem Wohnquartier befinden sich die Ortslagen Böhlerfeld, Brassiepen, Dausendbusch, Domenjan, Heide, Kapellen, Lichtscheid und Marpe. Abgegangen sind die Siedlungsplätze Eich und Birken.

## Geschichte
Die erste urkundliche Erwähnung der Höfe auf Lichtscheid erfolgte 1466 in einer Beyenburger Amtsrechnung des Beyenburger Rentmeisters. Zu dieser Zeit existierten dort die drei Höfe Wilhelms Lichtenscheid, Peters Lichtenscheid, Gockelsheid (später Ortslage Heide) und der Kotten Schafferts Kothe. Weitere Höfe dieser Zeit im heutigen Wohnquartier waren Capell (Kapellen). Das unmittelbar benachbarte Buer (Baur) existierte zu dieser Zeit ebenfalls, liegt aber heute im Wohnquartier Ronsdorf-Mitte/Nord. Baur war im Mittelalter dem Kloster Steinhaus abgabepflichtig und man vermutet im benachbarten Kapellen eine ehemalige Kapelle für die klösterlichen Hofesleute. Östlich von Lichtscheid befand sich der benachbarte Hof Marpe.
Der namensgebende Wohnplatz Lichtenplatz ist erstmals 1715 im Kartenwerk Topographia Ducatus Montani des Erich Philipp Ploennies als grauleitschütt verzeichnet. 1789 wird er auf der Charte des Herzogthum Berg des Carl Friedrich von Wiebeking erstmals als Lichtenplatz benannt. Der Wohnplatz Lichtenplatz lag bei der Einmündung der heutigen Wettinerstraße in die Obere Lichtenplatzer Straße.
1815/16 werden 176 Einwohner gezählt. Der laut der Statistik und Topographie des Regierungsbezirks Düsseldorf 1832 als Weiler kategorisierte Ort wurde als Lichtenplatz bezeichnet und besaß zu dieser Zeit 55 Wohnhäuser und 25 landwirtschaftliche Gebäude. Zu dieser Zeit lebten 576 Einwohner im Ort, davon 23 katholischen und 553 evangelischen Glaubens.
Am heutigen Schliemannweg ist 1789 auf der Charte des Herzogthum Berg des Carl Friedrich von Wiebeking ein Wohnplatz Kölschejan verzeichnet, der auch auf der Topographischen Aufnahme der Rheinlande von 1824 noch so bezeichnet wird.
Das Areal des heutigen Wohnquartiers gehörte bis zur Gründung einer eigenen Pfarrei in Barmen zu dem Kirchspiel Elberfeld im Amt Beyenburg. Die Ostgrenze des heutigen Quartiers war bis in die Neuzeit Kirchspielgrenze zwischen den Pfarreien Elberfeld und Schwelm und wurde im Mittelalter durch die Barmer Line der Bergischen Landwehr geschützt. Auch die Westgrenze des Quartiers war durch eine Landwehr geschützt, die Elberfelder Linie. Sie trennte das bergische Amt Beyenburg von dem Amt Elberfeld, geht aber auf eine ältere Grenze der Freigrafschaft Volmarstein zurück. Später war sie Grenzlinie zwischen den vor 1929 eigenständigen Großstädten Elberfeld und Barmen. Auch die Südgrenze des heutigen Quartiers geht auf eine ältere Grenzziehung zurück. Hier schieden sich seit dem Mittelalter die Kirchspiele Lüttringhausen und Elberfeld, später Barmen. Zugleich war es bis 1407 die Außengrenze des bergischen Amtes Bornefeld, im 19. Jahrhundert die Stadtgrenze zwischen Barmen und Ronsdorf.
Der westliche Teil des Quartiers um den Böhler Bach war bewaldet. Der Wald war herzoglicher Kameralwald, im Gegensatz zum Barmer Wald, der ein Markwald des Barmer Hofesverbands war. Um 1715 bildeten die Waldgebiete Christbusch und Kothener Busch ein geschlossenes Waldgebiet mit dem Barmer Wald.
Eine lockere Wohnbebauung entstand entlang der Hauptwege erst ab dem 18. Jahrhundert. Mit der 1789 erbauten Marper Schule befand sich das zweitälteste Schulgebäude Wuppertals im Quartier. Ein Nachfolgebau aus dem beginnenden 20. Jahrhundert auf der gegenüberliegenden Seite der Wettinerstraße wird noch heute als Grundschule genutzt. Zwei Kirchen befinden sich im Wohnquartier: die 1904 errichtete evangelische Lichtenplatzer Kapelle und die 1956 errichtete katholische Kirche St. Christopherus, die eine provisorische Holzkirche am alten Lichtscheider Wasserturm ablöste.

### Bereich Jägerhof
An der Stadtgrenze zu Ronsdorf war schon Ende des 19. Jahrhunderts der Park an der Restauration Jägerhof mit seinem hohen Aussichtsturm eine beliebte Attraktion auf Lichtscheid. Das Gelände gegenüber den ehemaligen Colmar-Kaserne ist heute eine mit Wald bewachsene Wüstung.

### Bereich Böhler Weg (Domenjan), Bergfrieden, Dausendbusch
Der Westen des Quartiers wurde abgesehen von dem Hof Kapellen, der vermutlich eine Kapelle besaß, erst im 18. Jahrhundert spärlich besiedelt. Die Kapelle diente vermutlich den Hofesleuten der benachbarten Hofschaft Baur, die ein Besitztum des Klosters Steinhaus in Beyenburg war. Die Existenz dieser Kapelle ist aber nicht gesichert, sondern wird allein aufgrund des Namens des Hofes angenommen.
In der Charte des Herzogthum Berg ist neben einem Einzelhof an der Quelle des Bendahler Bachs das Besitztum Dosenbusch (Dausendbusch) als Teil des Waldes verzeichnet. In späteren Karten trägt der Einzelhof den Namen Dausendbusch.
Um die Wende zum 20. Jahrhundert wurde die Villa Elise wenige Meter nordwestlich des Hofes Dausendbusch erbaut. Die Besitzerin des Anwesens und Unternehmerin Marie Demrath-Vollmer stiftete 1918 einen Großteil ihres Grundbesitzes, um für Kriegsinvaliden und Kriegerwitwen des Ersten Weltkriegs den Bau einer Siedlung Bergfriede zu ermöglichen. Die Häuser und Gärten waren so konzipiert, dass die Bewohner mit Selbstversorgung und kleinen Kunstgewerbewerkstätten ihren Lebensunterhalt selbst bestreiten konnten und nicht auf ihre Versehrten- oder Witwenrenten angewiesen waren.
Entlang den neuen Straßen Bergfrieden und Am Dausendbusch wurden bis 1924 17 von 46 geplanten anderthalbgeschossigen Einfamilienhäusern errichtet. Die Grundsteinlegung war am 24. Juli 1918, ausführender Architekt war Karl Siebold aus Bethel bei Bielefeld. Ab 1923 war der Siedlerbund Bergfrieden e. V. im Auftrag der Stiftung Bauherr. Die Stadt Barmen stand dem Projekt zunächst aufgeschlossen gegenüber, lehnte jedoch eine eigene finanzielle Beteiligung ab. Rückendeckung und Materialzuweisungen kamen aus dem Berliner Kriegsministerium. Mit der Inflation von 1923 schrumpfte das Stiftungsvermögen rapide und das Projekt kam in finanzielle Schwierigkeiten. Der Weiterbau wurde aufgrund dessen bereits nach 17 fertiggestellten Häusern gestoppt. Marie Demrath-Vollmer starb bei dem Versuch eine Finanzhilfe in Berlin zu erhalten 1923 an einem Herzinfarkt. Am westlichen Ende wurde das Freizeitheim Pniel erbaut, das heute als Wohnhaus genutzt wird.
1919 entstand nördlich der Siedlung Bergfrieden am Böhler Weg die Bundeshöhe, die Zentrale des CVJM-Westbundes. Noch heute ist auf dem Gelände auch ein Heim und eine Tagungsstätte des CVJM. Das Gelände südlich des Böhler Wegs war im Besitz der Familie Vorwerk und wurde in den 1930er-Jahren mit vier Doppelhäusern locker bebaut. Die Häuser wurden an Mitarbeiter der Vorwerk’schen Fabrik verpachtet, eine Parzelle beherbergte einen Funksender. In den 1990er Jahren wurde das Grundstück verkauft und dicht mit ca. 35 neuen Doppelhäusern am heutigen Käthe-Kollwitz-Weg bebaut. Oberhalb der neuen Siedlung wurde die neue Zentrale der Barmer Ersatzkasse errichtet, der später ein Rechenzentrum angegliedert wurde.
Nördlich der Siedlung Bergfrieden und westlich der Bundeshöhe befand sich im Wald ein Barackenlager, in dem während der Zeit des Nationalsozialismus Zwangsarbeiter der Vorwerk’schen Fabrik untergebracht waren. Nach Ende des Zweiten Weltkrieges bot das Barackenlager Flüchtlingen Obdach. Mittlerweile hat sich die Natur das bis auf Grundmauern abgetragene Lager zurückerobert.
Drei der Häuser der Siedlung Bergfrieden wurden bei den Luftangriffen auf Wuppertal zerstört, auch die Villa Elise wurde teilzerstört, aber im Jahre 1948 vom Wuppertaler Textilfabrikanten Ewald Kellermann zusammen mit dem dazugehörigen Grundbesitz aufgekauft und wiederaufgebaut. Die begehbare, charakteristische Turmspitze der Villa Elise wurde jedoch nicht wiederhergestellt. Neubauten füllten dann in der Nachkriegszeit die Lücken, nach und nach schloss sich die Bebauung auch am Böhler Weg oberhalb des Hofs Dausendbusch.

### Bereich Toelleturm
Die Besiedlung des Toelleturmviertels auf den Wuppertaler Südhöhen begann Ende des 19. Jahrhunderts mit der Errichtung des Toelleturms 1888 am Rande der Barmer Anlagen. Dort befand sich der Bergbahnhof der am 16. April 1894 als erste zweigleisige elektrische Zahnradbahn in Deutschland eröffneten Barmer Bergbahn, die am 4. Juli 1959 trotz heftigen Widerstandes aus der Bevölkerung stillgelegt und abgebaut wurde. Am Bergbahnhof begann auch die Strecke der Ronsdorf-Müngstener Eisenbahn. Mit den Barmer Anlagen, dem Barmer Luftkurhaus (1943 durch Bombenangriffe zerstört) und der Turmbahn (1908 abgebrochen) war das Toelleturmviertel ein beliebtes Ausflugsziel. Im Toelleturmviertel wurden seit Beginn des 20. Jahrhunderts zahlreiche Villen von Barmer Fabrikanten wie der Familie Vorwerk erbaut. Nach wie vor gilt es als das exklusivste Viertel Wuppertals.